# John Newton (acteur)
Pour les articles homonymes, voir John Newton et Newton.
John Haymes Newton est un acteur américain né le 29 décembre 1965.

## Filmographie

### Cinéma
- 1991 : Cool as Ice
- 1992 : Desert Kickboxer
- 1993 : Les Survivants
- 1997 : Goodbye America
- 1998 : Dark Tides
- 2006 : The Christmas Card
- 2008 : La Malédiction de Molly Hartley
- 2009 : Yesterday Was a Lie
- 2013 : Evidence

### Télévision
- 1988–1989 : Superboy (1re saison, 26 épisodes) : Superboy et Clark Kent
- 1993 : Le Retour des Incorruptibles (42 épisodes)
- 1994 : Models Inc. (7 épisodes)
- 1997 : Walker, Texas Ranger (1 épisode)
- 1997 : Viper (1 épisode)
- 1998–1999 : Melrose Place (saison 7, 28 épisodes) : Ryan McBride
- 2000 : Operation Sandman (téléfilm)
- 2001 : Nash Bridges (1 épisode)
- 2002 : Urgences (1 épisode)
- 2003 : Tru Calling : Compte à rebours (épisode pilote)
- 2004-2005 : Desperate Housewives (2 épisodes)
- 2006 : S.S. Doomtrooper (téléfilm)
- 2006 : Que la magie commence (téléfilm)
- 2010 : Les Experts : Miami (1 épisode)
- 2010 : Dernier week-end entre amies (téléfilm)
- 2011 : I Made Out with Him Anyway (téléfilm)
- 2011 : Mentalist (1 épisode)
- 2012 : Vegas (pilote)